# Hervé Fischer

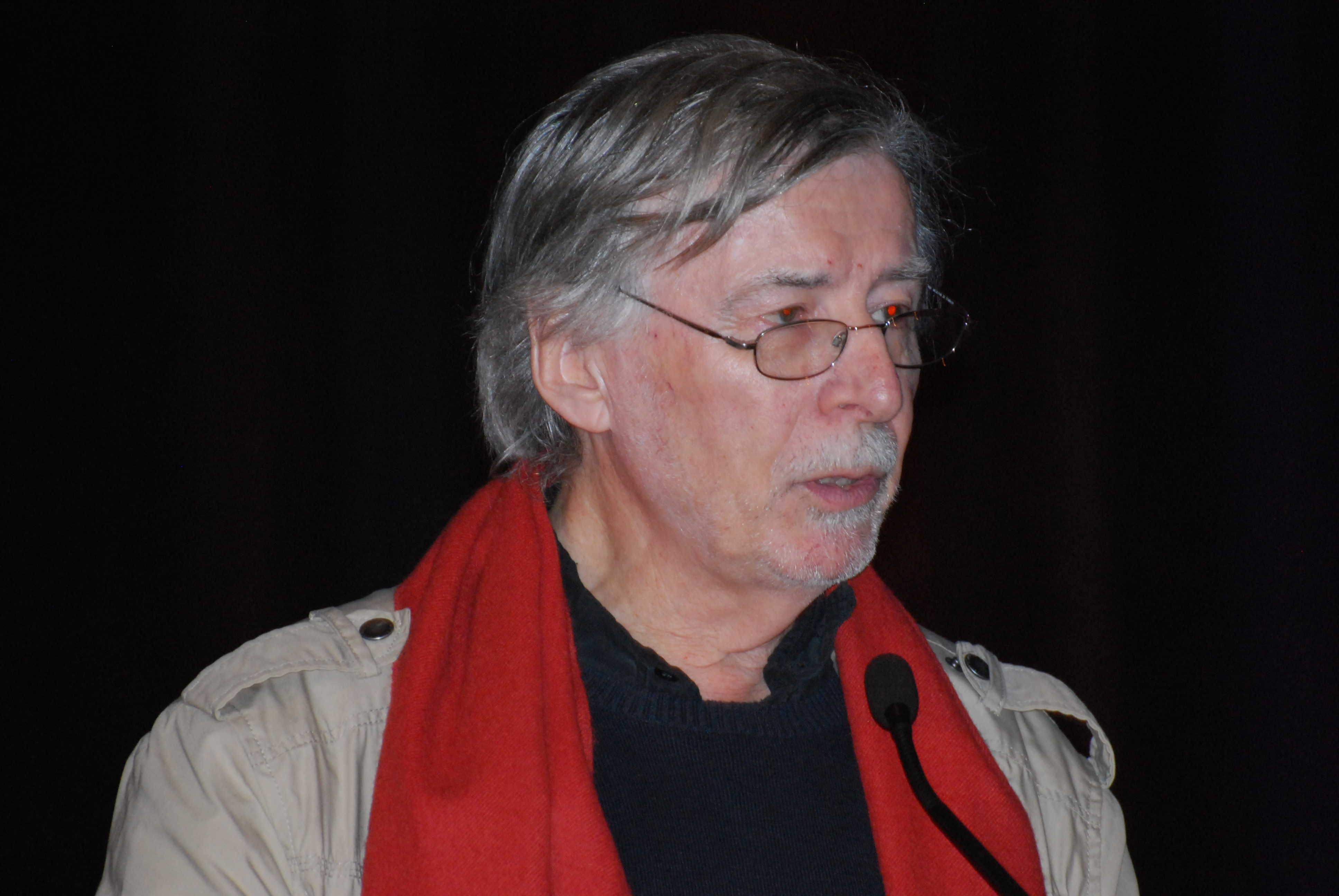
Hervé Fischer (2013)

Hervé Fischer (* 1941 in Paris) ist ein französisch-kanadischer Multimedia-Philosoph und Künstler.

## Leben und Werk
Er war Student der ENS. Seine Thesis wurde der Soziologie der Farbe gewidmet (Université du Québec à Montréal). Er lehrte als Professor viele Jahre an der Universität Paris V das Fach "Soziologie in Kultur und Kommunikation". Als Multimediakünstler gründete er 1971 die Kunstbewegung Soziologische Kunst. Im Rahmen dieser Bewegung organisierte er zahlreiche Veranstaltungen, bei denen Bevölkerung, Presse, Radio und Fernsehen mit einbezogen waren. Er organisierte diese Veranstaltungen in zahlreichen Ländern Europas und in Mittel- und Südamerika, bevor er sich in den 1980er Jahren in Québec niederließ.
Hervé Fischer wurde 1976 zur Biennale Venedig, 1981 zur Biennale von São Paulo und 1982 zur documenta 7 in Kassel eingeladen. Einzelausstellungen hatte er 1974 im Musée Galliéra, Paris, 1975 bei der I.C.C., Antwerpen (1976), im Museo de Arte Contemporaneo de São Paulo (1980), im Musée d'art contemporain de Montréal (1981) und im Museo de Arte Contemporaneo de Mexico (1983). Er organisierte 1985 die Beteiligung der Franko-Kanadier bei dem Projekt "Marco Polo", eine Novelle unter der Schirmherrschaft von Umberto Eco und Italo Calvino, an dem Französisch sprechende Schriftsteller aus Afrika, Europa und Kanada beteiligt waren, und der Computer-Interaktivität als Basic benutzte.
1999 widmete er sich wieder der Malerei mit dem Thema Cyberspace und hatte Ausstellungen im Museo Nacional de Bellas Artes in Buenos Aires, 2003, Museo Nacional de Artes Visuales, Montevideo, 2004, Museo Nacional de Bellas Artes de Chile, 2006, Museo Nacional de Bellas Artes de Neuquen, Argentina, 2009, Centro Wilfredo Lam, bei der X. Biennale von Havanna, 2009, MAM von Céret, Frankreich, 2010, Museo de Arte Contemporaneo de Sao Paulo, 2011–2012. 2011 initiierte er die Tweet-Kunst und widmet sich mehr und mehr einer philosophischen Kunst und der Verbindung zwischen Kunst und Mythos. Seit 2011 ist seine Malerei in der Galerie ECI in Paris ausgestellt.
Hervé Fischer ist, zusammen mit Ginette Mayor, Gründer von "La Cité des arts et des nouvelles technologies de Montréal", die von 1985 bis 2001 durch internationale Ausstellungen und Veranstaltungen die elektronische und digitale Kultur förderte. Für ihre außergewöhnliche Leistung in diesem Bereich erhielten sie 1998 den zum ersten Mal verliehenen Preis "Makepeace Tsao Award" von der Organisation Leonardo/International Society for Arts, Science and Technolog (MIT-Press).
"La Cité des arts et des nouvelles technologies de Montréal" organisierte die Ausstellungen Images du Futur und Cybermonde, das erste Café électronique in Kanada und einen internationalen Wettbewerb für computeranimierte Filme. Hervé Fischer und Ginette Major waren als Kuratoren für viele internationale Ausstellungen verantwortlich tätig.
Hervé Fischer war 1986 Mitgründer von Infographie Canada. Das Filmfestival "Festival International du Film Scientifique du Québec", später TéLéSCIENCE genannt, gründete er 1990 und er war Generaldirektor dieser Veranstaltung bis 2000. Das Konzept für die Messe M.I.M. (Internationale Messe für Multimedia) entwickelte er 1993.
Er ist seit 1997 Präsident der Internationalen Föderation für Multimedia Associations (International Fedération Multimedia Associations), deren Gründer er war. Im gleichen Jahr wurde er als Mitglied der Auswahlkommission für den Fonds Stendor berufen. Er ist ebenso Mitbegründer und Präsident von "Science Pour Tous".
Von 2000 bis 2002 war er Inhaber des Daniel Langlois chair for Digital Technologies and the Fine Arts an der Universität Concordia, Montreal, und hat das Quebec Media Lab Hexagram konzipiert. 2007 gründet er den Observatoire international du numérique, Université du Québec in Montréal.
Hervé Fischer veröffentlichte zahlreiche Artikel und Bücher zu Thema Soziologie der Kunst und Kommunikation, wie auch der digitalen Ära, der Mythoanalysis und dem Gesetz der Divergenz.
Er war 1987 Produzent und Co-autor des 12 Minuten langen computeranimierten Musikvideos "Le Chant des étoiles". Die National Computer Graphics Association, USA verlieh diesem Film 1988, im Rahmen ihres internationalen Wettbewerbs, den ersten Preis für Musikvideos.
Er ist aktives Mitglied des Vorstands Künstler Für Frieden (APLP).
Er spricht Französisch, English, Spanisch und Deutsch.

## Ehrungen
Er ist doctor honoris causa der Universités du Québec, Ritter des Ordre des Arts et des Lettres und du Mérite national von Frankreich. 2009 erhielt er die kulturelle Auszeichnung von Kuba, und 2011 den Cartier Preis für seinen Beitrag zur digitalen Kultur und Industrie (Webcom Montreal).

## Werke
- Kunst und Randkommunikation, Balland, Paris, 1974
- Théorie de l'art sociologique. Casterman, Tournai 1977.
- L'Histoire de l'art est terminée, Balland, Paris, 1981
- Citoyens-sculpteurs, Segedo, Paris, 1981
- L'oiseau-chat (über die Grundlagen der quebecer Identität), La Presse, Montreal, 1983
- La calle a donde llega?, Arte y Ediciones, Mexico, 1984
- Mythanalyse du Futur, on Internet www.hervefischer.net, 20000
- Le choc du numérique, VLB, Montreal, 2001, UNTREF, Buenos Aires, 2003, La Habana, 2004, McGill and Queen’s University Press, 2006, China, 2009.
- Les defis du cybermonde (Leitung), Presses de l'Université Laval, Québec, 2002
- Le romantisme numérique, Fides, Montreal, 2002
- CyberProméthée, VLB, Montreal, 2003, UNTREF, Buenos Aires, 2003
- La planète hyper, de la pensée linéaire à la pensée en arabesque, VLB, Montreal, 2004
- Le déclin de l'empire hollywoodien, VLB, 2004, Talon Books, Vancouver, 2006, ICAIC und Amazonia Film, 2008
- Nous serons des dieux, VLB, Montreal, 2006
- La société sur le divan. Éléments de mythanalyse, VLB, 2007
- Québec imaginaire et Canada réel : l’avenir en suspens, VLB, 2008
- Un roi américain, VLB, 2009
- L'avenir de l'art, VLB, 2010.
- Nouvelle Nature, MAM Céret, France, 2010
- La divergence du futur, VLB, Montreal, 2014
- La pensée magique du Net, Éditions François Bourin, Paris, 2014